# Confédération nationale des travailleurs de Guinée
Pour les articles homonymes, voir Confédération nationale du travail.
La Confédération nationale des travailleurs de Guinée (CNTG) est l'une des huit principales centrales syndicales nationales que compte la Guinée. C'est la principale force syndicale du pays, présente sur l’ensemble du territoire et dans la quasi-totalité des secteurs professionnels. Créée en 1958, revendiquant 50 000 adhérents, la CNTG est la principale force syndicale de la Guinée, présente sur l’ensemble du territoire et dans la quasi-totalité des secteurs professionnels. 
Créée en 1958, la CNTG revendique 50 000 adhérents. C'est le premier grand syndicat de salariés africains à être dirigée par une femme, Rabiatou Serah Diallo. Elle a organisé une grande grève en 2006, menée conjointement avec l’Union syndicale des travailleurs de Guinée (USTG), qui a perdu dans un accident de la route en 2010 son secrétaire général Ibrahima Fofana, présenté comme un possible candidat indépendant à l'élection présidentielle, alors qu'il se rendait à des négociations dans la plus grande industrie minière du pays, l'usine d'alumine, exploitée par le groupe russe Rusal. La Guinée détient la moitié des réserves mondiales d'alumine.
La CNTG et l'USTG ont mené ensemble la grève générale en Guinée de 2007, qui fit 137 morts et 1667 blessés, et amena le président Lansana Conté à accepter, sous la pression de la Communauté économique des états d'Afrique de l'Ouest (Cédéao), de mettre en place un processus de réformes démocratiques et économiques. 
Lors de ce processus, en janvier 2010, l'UFDG s'est aligné derrière son président, Cellou Dalein Diallo, qui a apporté son soutien officiel à la secrétaire générale de la CNTG, Rabiatou Sérah Diallo, pour qu'elle soit nommée présidente du Conseil national de transition en février 2010. Le nouveau secrétaire général de la confédération nationale des travailleurs de Guinée, qui a succédé à Rabiatou Sérah Diallo, est Yamoussa Touré. La CNTG est impliquée dans des actions pour obtenir qu'un grand centre hospitalier destiné initialement aux salariés ne soit pas transformée en complexe hôtelier de tourisme.

## Fédérations affiliées
- Fédération syndicale professionnelle de l'éducation (FSPE)

## Secrétaire général
- 2000-2011 : Rabiatou Serah Diallo
- depuis 2011 : Amadou Diallo